# Omar García Harfuch
Omar Hamid García Harfuch (ur. 25 lutego 1982 w Cuernavace) – meksykański policjant, urzędnik i prawnik. Od 1 października 2024 roku pełni funkcję Sekretarza Bezpieczeństwa i Ochrony Cywilnej w rządzie prezydent Claudii Sheinbaum. W latach 2019–2023 sprawował analogiczną funkcję w rządzie miasta Meksyk, również kierowanym przez Claudię Sheinbaum.

## Życiorys
Omar García Harfuch urodził się 25 lutego 1982 roku w mieście Cuernavaca, w stanie Morelos, w środkowym Meksyku. Jest synem aktorki Maríi Sorté oraz Javiera Garcíi Paniagui, polityka z doświadczeniem w instytucjach bezpieczeństwa w latach 60. i 70. XX wieku, szefa Federalnej Dyrekcji Bezpieczeństwa w okresie brudnej wojny i ministra w czasie sześcioletniej kadencji prezydenta José Lópeza Portillo oraz krajowego przewodniczącego rządzącej Partii Rewolucyjno-Instytucjonalnej. Jest również wnukiem Marcelino Garcíi Barragána, uczestnika rewolucji meksykańskiej, gubernatora Jalisco i sekretarza obrony narodowej w latach 1964–1970, w rządzie Gustavo Díaza Ordaza. García Barragán pozostaje w Meksyku kontrowersyjną postacią ze względu na jego związek z masakrą w Tlatelolco.

### Kariera zawodowa
García Harfuch ukończył prawo na Uniwersytecie Continental, uzyskał licencjat z zakresu bezpieczeństwa publicznego oraz tytuł magistra administracji publicznej na Universidad del Valle w Meksyku. Ukończył studia specjalistyczne z zakresu bezpieczeństwa na Uniwersytecie Harvarda oraz w Federalnym Biurze Śledczym (FBI) i Agencji do Walki z Narkotykami (DEA) w Stanach Zjednoczonych.
W 2008 roku dołączył do ówczesnej Federalnej Policji Prewencyjnej Sekretariatu Bezpieczeństwa Publicznego jako szef departamentu w rządzie Felipe Calderóna; później awansował na stanowisko dyrektora regionalnego, koordynatora w stanie Guerrero i szefa wydziału śledczego. Podczas gdy formalnie stał na czele policji federalnej w Guerrero, 26 września 2014 roku doszło do porwania 43 studentów z Escuela Normal Rural de Ayotzinapa w mieście Iguala.
9 listopada 2016 roku, podczas administracji Enrique Peñy Nieto, został mianowany komisarzem Agencji Śledczej Prokuratury Generalnej, zastępując Tomása Zeróna. Pozostał na tym stanowisku do końca administracji Peñy Nieto, czyli do 30 listopada 2018 roku.

### Sekretarz Bezpieczeństwa Obywatelskiego
4 października 2019 roku burmistrz miasta Meksyk, Claudia Sheinbaum, mianowała go szefem Sekretariatu Bezpieczeństwa Obywatelskiego. W ramach sprawowania urzędu łączył bycie szefem Policji Śledczej Biura Prokuratora Generalnego miasta Meksyk z koordynatorem wywiadu w rządzie Sheinbaum. Podczas pełnienia funkcji przez Garcíę Harfucha odnotowano ogólny spadek liczby pospolitych przestępstw, w tym umyślnych zabójstw i różnych rodzajów kradzieży, przypisując ten sukces wdrożeniu wywiadu taktycznego i operacyjnego, a także koordynacji z Biurem Prokuratora Generalnego Miasta Meksyk. Jednak eksperci ds. bezpieczeństwa zasugerowali, że na te liczby mogła mieć wpływ zmiana dynamiki społecznej spowodowana pandemią COVID-19, a nie skuteczność strategii bezpieczeństwa.
Administracja Sheinbaum skupiła swoje wysiłki na walce z grupami przestępczymi, takimi jak kartel Jalisco Nueva Generación, Unión Tepito i Fuerza Anti Unión, doprowadzając do aresztowania kilku ich liderów. Analitycy uznali, że działania te wykazały skuteczność strategii wywiadowczej wdrożonej przez Garcíę Harfucha.
Kolejnym ważnym elementem było stopniowe rozmieszczanie Gwardii Narodowej w mieście Meksyk. Niektórzy eksperci uważali, że polityka bezpieczeństwa miała pozytywny wpływ na redukcję przestępczości, podczas gdy inni byli zdania, że nie ma wystarczających dowodów, aby określić skuteczność Gwardii Narodowej w ograniczaniu skali przemocy i że jej obecność na ulicach mogła mieć większy wpływ na prewencję kryminalną niż na samo zwalczanie przestępczości zorganizowanej.

#### Zamach

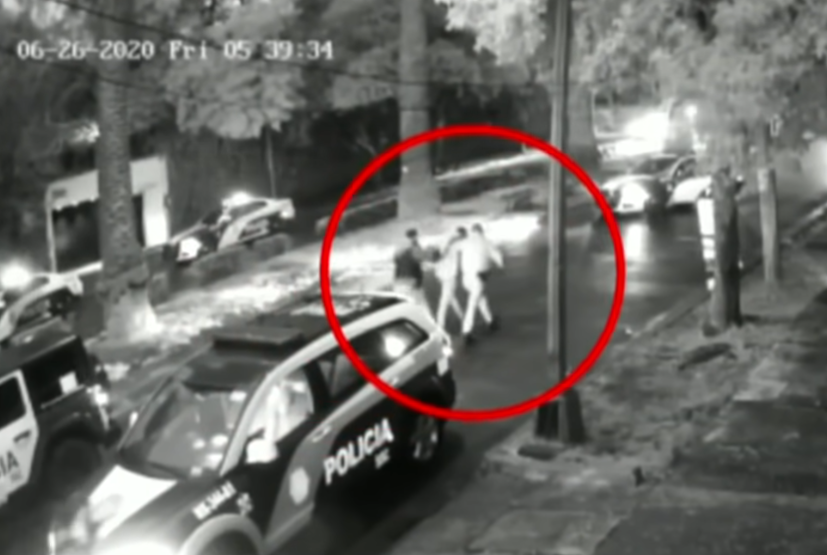
Aresztowanie jednego z napastników, którzy zaatakowali Omara Garcíę Harfucha, 26 czerwca 2020 roku. Obraz został uchwycony przez kamerę przemysłową

26 czerwca 2020 roku o godz. 6:38 czasu lokalnego, 9 członków kartelu Jalisco Nueva Generación dokonało zamachu na Garcíę Harfucha, gdy ten jechał główną stołeczną aleją Paseo de la Reforma. W wyniku ataku García Harfuch odniósł trzy rany postrzałowe niezagrażające jego życiu. Na miejscu zasadzki zginęło jednak dwóch ochroniarzy sekretarza oraz kobieta. W związku z zamachem zatrzymano czternaście osób.

### Kampanie wyborcze
9 września 2023 roku García Harfuch złożył rezygnację ze stanowiska szefa Sekretariatu Bezpieczeństwa Obywatelskiego miasta Meksyk, aby dołączyć do kampanii prezydenckiej Claudii Sheinbaum. Dwa tygodnie później ogłosił zamiar ubiegania się o stanowisko burmistrza Meksyku. 25 września oficjalnie zarejestrował się jako kandydat Ruchu Odrodzenia Narodowego (Morena).
11 listopada Morena ogłosiła, że najwyżej notowanym kandydatem w badaniach wewnętrznych jest sekretarz bezpieczeństwa miasta Meksyk. Jednak w wyniku akcji afirmatywnej partia zdecydowała się przyznać nominację Clarze Brugadzie. W odpowiedzi ogłoszono, że Omar García Harfuch będzie stołecznym liderem w wyścigu o miejsce w Senacie.
W wyborach generalnych 2 czerwca 2024 roku startował na liście Moreny wspólnie z byłą prokurator Ernestiną Godoy Ramos, aby obsadzić większość miejsc w Senacie w okręgu wyborczym miasta Meksyk. W tej formule przedstawiciele Moreny zwyciężyli zdobywając 54,3% głosów przy 36,24% poparcia dla opozycji.

### Sekretarz Bezpieczeństwa i Ochrony Cywilnej
1 października 2024 roku po swojej inauguracji prezydent Claudia Sheinbaum mianowała Omara Garcíę Harfucha na Sekretarza Bezpieczeństwa i Ochrony Cywilnej Meksyku. Tego samego dnia García Harfuch przedstawił nową strategię bezpieczeństwa narodowego opierającą się na czterech filarach:
- skupienie się na przyczynach przemocy i przestępczości;
- konsolidacja Gwardii Narodowej(inne języki);
- wzmocnienie koordynacji między agencjami bezpieczeństwa na trzech szczeblach władzy (miejskim, stanowym i federalnym);
- utworzenie Narodowego Systemu Wywiadowczego[29].

Kilka tygodni przed inauguracją nowej prezydent, na początku września 2024 roku w Sinaloa wybuchł gwałtowny konflikt między dwiema frakcjami kartelu z Sinaloa. W odpowiedzi Sheinbaum wysłała grupę zadaniową złożoną z żołnierzy armii meksykańskiej, członków Gwardii Narodowej i agentów Narodowego Centrum Wywiadu, aby zająć się przemocą. Schwytanych zostało kilku wysoko postawionych członków kartelu, w tym „El Caño” i „El Max”. W trakcie strzelaniny, w której zginęło 19 członków kartelu, Sheinbaum broniła zabójstw jako prawa armii do obrony. Działania grupy zadaniowej nadzorował sekretarz bezpieczeństwa, który na początku października razem z sekretarzem obrony narodowej Ricardo Trevillą Trejo pojechał do Culiacán, będącego epicentrum konfliktu.
14 marca García Harfuch poinformował, że władze stanowe i federalne przeprowadziły wspólną akcję w Tecate w Kalifornii Dolnej, w wyniku której przejęto 42 kilogramy fentanylu i 7 kilogramów heroiny o rynkowej wartości 340 milionów pesos. W akcji zatrzymano także trzech członków kartelu z Sinaloa.

## Kontrowersje

### Sprawa zaginięcia 43 studentów z Ayotzinapy

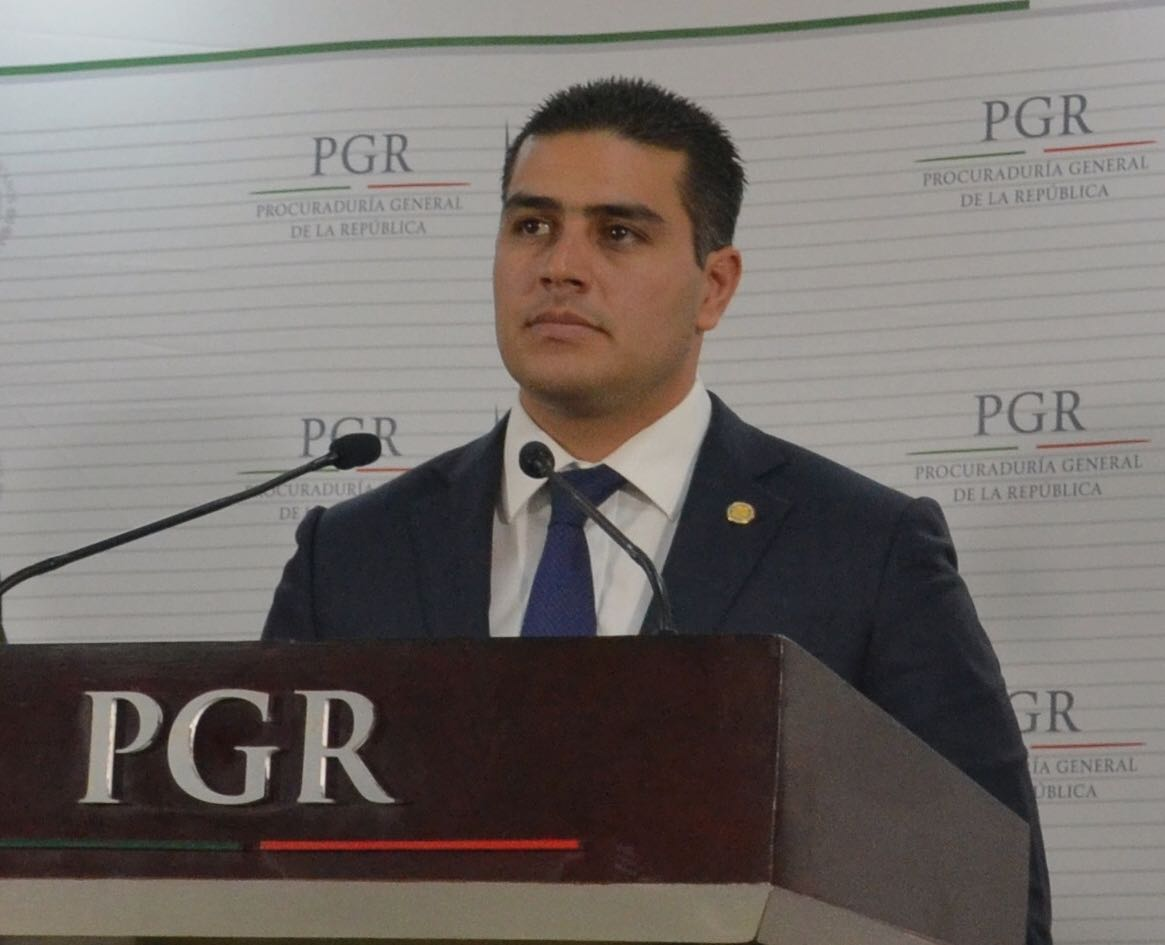
Omar García Harfuch na konferencji prasowej z Prokuraturze Generalnej Meksyku, 21 marca 2017 roku

W sierpniu 2022 roku podsekretarz praw człowieka, ludności i migracji Alejandro Encinas Rodriguez odczytał wstępne wnioski zawarte w dokumencie w sprawie Sprawozdanie Prezydium Komisji Prawdy i Dostępu do Wymiaru Sprawiedliwości w sprawie Ayotzinapa. Wśród wniosków podkreślono, że doszło do skoordynowanych działań między odpowiedzialną za porwanie 43 osób grupą przestępczą Guerreros Unidos a personelem niektórych meksykańskich instytucji państwowych na szczeblu federalnym, stanowym i miejskim. Zdaniem federalnych ministerstw świadek oświadczył, że 7 października 2014 roku w Iguali odbyło się spotkanie wysokich rangą dowódców, na którym nakreślono strategię śledczą w tej sprawie.
Jak podano, spotkaniu w 2014 roku przewodniczył prokurator generalny Meksyku Jesús Murillo Karam, a uczestniczyli w nim także gubernator stanu Guerrero Ángel Aguirre Rivero, zastępca prokuratora generalnego Tomás Zerón, ówczesny delegat policji federalnej w Guerrero, Omar García Harfuch i inni urzędnicy szczebla stanowego. Według podsekretarza, na tym spotkaniu miała zostać sfałszowana „prawda historyczna”. W drugim raporcie dotyczącym zaginięcia 43 studentów z Ayotzinapy García Harfuch został ponownie wspomniany jako uczestnik spotkania.
Odnosząc się do przytoczonego spotkania, ówczesny Sekretarz Bezpieczeństwa Obywatelskiego zaprzeczył w mediach doniesieniom podsekretarza. Dodał, że w tym momencie nie pełnił już służby w stanie Guerrero i „był w Michoacán”, gdy doszło do ataku na studentów i późniejszych spotkań. Jednak obecność Harfucha na spotkaniu 7 października 2014 roku została potwierdzona przez różne media przed oświadczeniem podsekretarza Encinasa; takich jak tygodnik „Proceso” i dziennikarka Anabel Hernández García, która od 2016 roku publikowała informacje na temat powiązań ówczesnego komisarza Agencji Śledczej Prokuratury Generalnej z domniemanymi sprawcami zaginięcia 43 studentów z Ayotzinapy.

### Związki z kartelem z Sinaloa

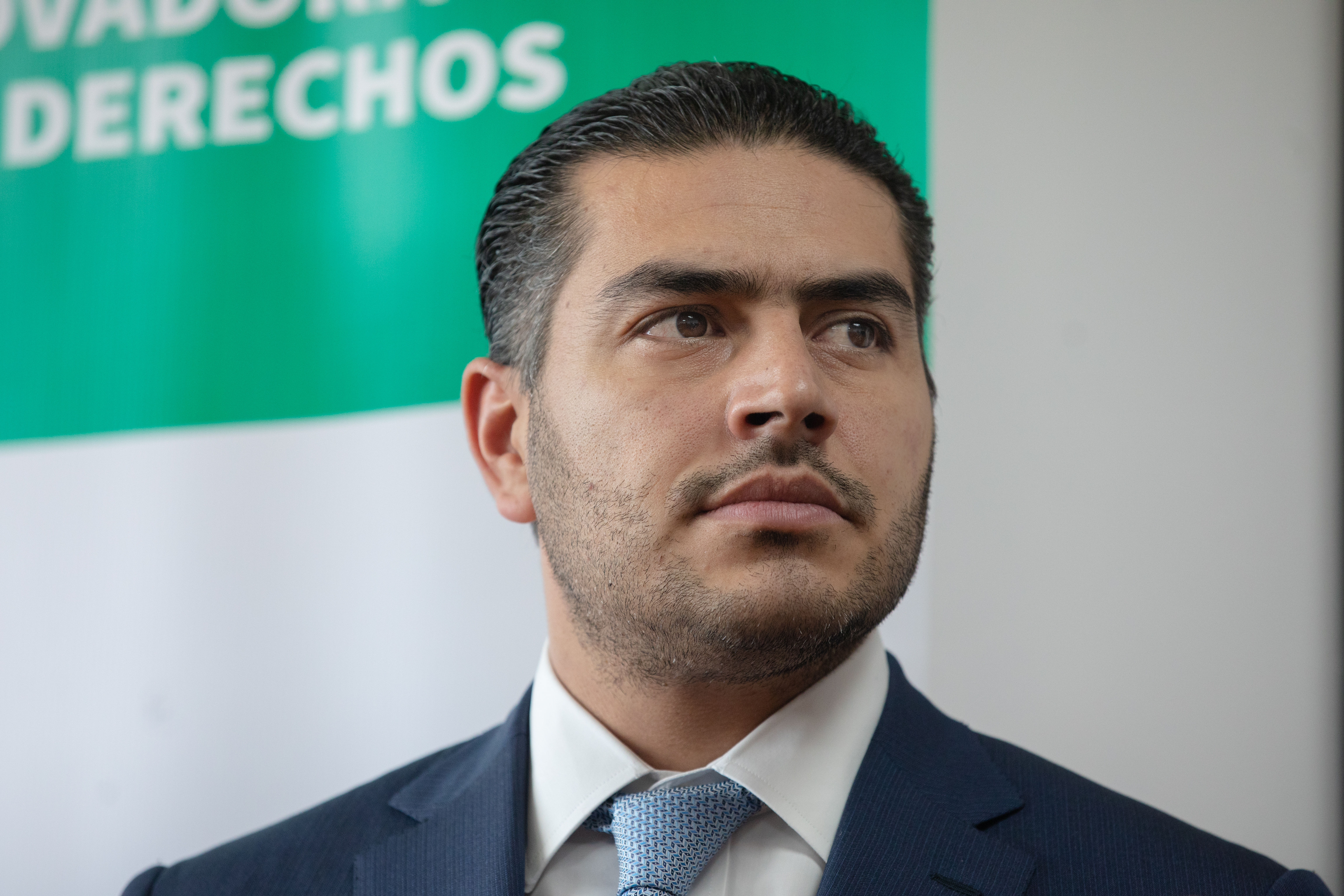
Omar García Harfuch, 7 listopada 2019 roku

Dochodzenia przeprowadzone przez dziennikarkę śledczą Anabel Hernández, opublikowane zostały w jej książce „La Historia Secreta. AMLO y el Cártel de Sinaloa”. Książka opisuje zeznania Juliána Garcíi, kuzyna Omara Garcíi Harfucha, z którym Hernández przeprowadziła wywiad w 2022 roku. Dziennikarka twierdziła, że ma pełną wiedzę, że Omar García Harfuch i inni krewni są zaangażowani w kontakty z kartelem z Sinaloa, co zostało potwierdzone w 2023 roku przez jednego z liderów kartelu, Dámaso Lópeza Serrano. López Serrano powiedział, że García Harfuch rzekomo otrzymał milionową łapówkę od frakcji „Los Chapitos” w zamian za aresztowanie jego ojca, Dámaso Lópeza Nuñeza, który przez 16 lat pełnił funkcję prawej ręki szefa kartelu, Joaquína „El Chapo” Guzmána.
Według Lópeza Serrano pieniądze rzekomo przekazano Garcii Harfuchowi, gdy pełnił on funkcję szefa Agencji Śledczej w rządzie Enrique Peñy Nieto. Członek kartelu w wywiadzie udzielonym Anabel Hernández poinformował również, że García Harfuch rzekomo ukradł ojcu około dwóch milionów dolarów podczas operacji w 2017 roku, w czasie której został aresztowany w mieście Meksyk.
Agenci DEA, którzy rzekomo zostali oddelegowani do ambasady Stanów Zjednoczonych w Meksyku, mieli poinformować Anabel Hernández, że istnieją nagrania rzekomo przechwycone przez grupy przestępcze, na podstawie których odkryto sposób działania Garcii Harfucha i jego zespołu, polegający na przechowywaniu pieniędzy i narkotyków znalezionych w ich operacjach.